# Tillandsia recurvifolia
Tillandsia recurvifolia är en gräsväxtart som beskrevs av William Jackson Hooker. Tillandsia recurvifolia ingår i släktet Tillandsia och familjen Bromeliaceae. Inga underarter finns listade i Catalogue of Life.